# Braunschweiger Turn- und Sportverein Eintracht von 1895 1984-1985
Questa voce raccoglie le informazioni riguardanti il Braunschweiger Turn- und Sportverein Eintracht von 1895 nelle competizioni ufficiali della stagione 1984-1985.

## Stagione
Nella stagione 1984-1985 l'Eintracht Braunschweig, allenato da Aleksandar Ristić e Heinz Patzig, concluse il campionato di Bundesliga al 18º posto. In Coppa di Germania l'Eintracht Braunschweig fu eliminato al primo turno dall'Eintracht Francoforte.

## Rosa
| N. |                     | Ruolo | Calciatore           |
| -- | ------------------- | ----- | -------------------- |
|    | Germania (bandiera) | P     | Bernd Franke         |
|    | Germania (bandiera) | P     | Jörg Hoßbach         |
|    | Germania (bandiera) | P     | Waldemar Josef       |
|    | Germania (bandiera) | D     | Michael Geiger       |
|    | Germania (bandiera) | D     | Bernd Gorski         |
|    | Germania (bandiera) | D     | Andreas Kubsda       |
|    | Germania (bandiera) | D     | Michael Scheike      |
|    | Islanda (bandiera)  | C     | Magnús Bergs         |
|    | Germania (bandiera) | C     | Matthias Bruns       |
|    | Germania (bandiera) | C     | Lars Ellmerich       |
|    | Germania (bandiera) | C     | Lutz Fischer         |
|    | Austria (bandiera)  | C     | Reinhold Hintermaier |
|    | Germania (bandiera) | C     | Reinhard Kindermann  |

| N. |                     | Ruolo | Calciatore          |
| -- | ------------------- | ----- | ------------------- |
|    | Germania (bandiera) | C     | Detlef Lindner      |
|    | Germania (bandiera) | C     | Peter Lux           |
|    | Germania (bandiera) | C     | Heiner Pahl         |
|    | Germania (bandiera) | C     | Peer Posipal        |
|    | Germania (bandiera) | C     | Heinz-Günter Scheil |
|    | Germania (bandiera) | C     | Frank Schön         |
|    | Germania (bandiera) | C     | Manfred Tripbacher  |
|    | Germania (bandiera) | A     | Holger Brügmann     |
|    | Germania (bandiera) | A     | Frank Plagge        |
|    | Germania (bandiera) | A     | Andreas Pospich     |
|    | Germania (bandiera) | A     | Christian Sackewitz |
|    | Germania (bandiera) | A     | Ronnie Worm         |

## Organigramma societario
Area tecnica
- Allenatore: Heinz Patzig
- Allenatore in seconda:
- Preparatore dei portieri:
- Preparatori atletici:

## Calciomercato

### Sessione estiva
| Acquisti | Acquisti             | Acquisti           | Acquisti |
| R.       | Nome                 | da                 | Modalità |
| -------- | -------------------- | ------------------ | -------- |
| C        | Magnús Bergs         | Racing Santander   |          |
| A        | Holger Brügmann      | Hummelsbütteler SV |          |
| D        | Bernd Gorski         | Hannover 96        |          |
| C        | Reinhold Hintermaier | Norimberga         |          |
| A        | Frank Plagge         | MTV Gifhorn        |          |
| A        | Andreas Pospich      | Union Salzgitter   |          |
| A        | Christian Sackewitz  | Uerdingen 05       |          |

| Cessioni | Cessioni           | Cessioni             | Cessioni |
| R.       | Nome               | a                    | Modalità |
| -------- | ------------------ | -------------------- | -------- |
| A        | Peter Geyer        | Siegen               |          |
| D        | Reiner Hollmann    | Rot-Weiß Lüdenscheid |          |
| C        | Jarosław Studzizba | Salisburgo           |          |
| C        | Ilija Zavišić      | Rad Belgrado         |          |
| A        | Peter Zerr         | Havelse              |          |

### Sessione invernale
| Acquisti | Acquisti | Acquisti | Acquisti |
| R.       | Nome     | da       | Modalità |
| -------- | -------- | -------- | -------- |

| Cessioni | Cessioni | Cessioni | Cessioni |
| R.       | Nome     | a        | Modalità |
| -------- | -------- | -------- | -------- |

## Risultati

### Bundesliga

#### Girone di andata
| Arbitro: | Hontheim |

|                |           |                                              |
| Lux 45’ (rig.) | Marcatori | 36’ Littbarski 49’ (rig.) Allofs 87’ Hartwig |

| Arbitro: | Schütte |

|                                                            |           |            |
| Klinsmann 4’, 77’ Ohlicher 62’ Allgöwer 65’, 69’ Kempe 79’ | Marcatori | 82’ Gorski |

| Arbitro: | Kautschor |

|  |           |                  |
|  | Marcatori | 3’ (rig.) Sebert |

| Arbitro: | Jupe |

|                                              |           |          |
| Eðvaldsson 27’ Weikl 55’ Thiele 58’ Zewe 90’ | Marcatori | 38’ Worm |

| Arbitro: | Uhlig |

|                                                   |           |  |
| Bruns 11’ Gorski 27’ Tripbacher 53’, 81’ Worm 61’ | Marcatori |  |

| Arbitro: | Ermer |

|                                          |           |                        |
| Dietz 39’ Täuber 60’ Schatzschneider 76’ | Marcatori | 31’ Ellmerich 41’ Worm |

| Arbitro: | Ahlenfelder |

|                              |           |                |
| Worm 26’ Pahl 71’ Gorski 77’ | Marcatori | 15’ von Heesen |

| Arbitro: | Föckler |

|                                                                                    |           |  |
| Rahn 4’, 67’, 77’ Dreßen 8’ Criens 18’, 55’, 68’ Borowka 21’ Krauss 25’ Hannes 90’ | Marcatori |  |

| Arbitro: | Scheuerer |

|            |           |                                    |
| Geiger 27’ | Marcatori | 36’ Fischer 48’ Kuntz 81’ Tenhagen |

| Arbitro: | Neuner |

|  |           |                                    |
|  | Marcatori | 53’ Tripbacher 84’ Pahl 88’ Plagge |

| Arbitro: | Niebergall |

|                              |           |             |
| Lux 42’, 44’ (rig.) Worm 55’ | Marcatori | 48’ Günther |

| Arbitro: | Pauly |

|            |           |  |
| Allofs 71’ | Marcatori |  |

| Arbitro: | Tritschler |

|                                     |           |                |
| Zorc 6’ (rig.) Schüler 31’ Egli 78’ | Marcatori | 24’ (rig.) Lux |

| Braunschweig 17 novembre 1984, ore 15:30 CET 14ª giornata | Eintracht Braunschweig | 0 – 0 referto | Arminia Bielefeld | Stadion an der Hamburger Straße (8 230 spett.)\| Arbitro: \| Brückner \| |
| Arbitro:                                                  | Brückner               |               |                   |                                                                          |

| Arbitro: | Schmidhuber |

|                                   |           |                |
| Neubarth 21’, 27’ Völler 29’, 63’ | Marcatori | 39’ Kindermann |

| Braunschweig 1º dicembre 1984, ore 15:30 CET 16ª giornata | Eintracht Braunschweig | 0 – 0 referto | Bayer Uerdingen | Stadion an der Hamburger Straße (10 128 spett.)\| Arbitro: \| Gabor \| |
| Arbitro:                                                  | Gabor                  |               |                 |                                                                        |

| Arbitro: | Matheis |

|                                    |           |  |
| Hoeneß 7’ Matthäus 45’ (rig.), 66’ | Marcatori |  |

#### Girone di ritorno
| Arbitro: | Correll |

|                |           |  |
| Littbarski 20’ | Marcatori |  |

| Arbitro: | Wuttke |

|                          |           |              |
| Worm 42’, 62’ Plagge 75’ | Marcatori | 77’ Ohlicher |

| Arbitro: | Ahlenfelder |

|                         |           |  |
| Tsionanīs 25’ Klotz 69’ | Marcatori |  |

| Arbitro: | Brehm |

|          |           |  |
| Worm 82’ | Marcatori |  |

| Arbitro: | Föckler |

|                         |           |  |
| Berthold 44’ Krämer 60’ | Marcatori |  |

| Arbitro: | Schmidhuber |

|                                       |           |                            |
| Worm 51’ Hintermaier 58’ Lux 87’, 90’ | Marcatori | 82’ Thon 88’ (rig.) Täuber |

| Arbitro: | Kautschor |

|                                                     |           |  |
| McGhee 3’ Magath 14’ Wehmeyer 16’ Milewski 45’, 75’ | Marcatori |  |

| Arbitro: | Neuner |

|  |           |                                           |
|  | Marcatori | 31’ (aut.) Gorski 52’, 82’ Mill 84’ Bruns |

| Arbitro: | Theobald |

|            |           |  |
| Schulz 88’ | Marcatori |  |

| Arbitro: | Jupe |

|  |           |                       |
|  | Marcatori | 20’ Schlegel 73’ Waas |

| Arbitro: | Wahmann |

|                                            |           |               |
| Boysen 31’ Günther 34’ Zahn 53’ Künast 83’ | Marcatori | 4’ Kindermann |

| Arbitro: | Pauly |

|                          |           |              |
| Gorski 37’ Ellmerich 52’ | Marcatori | 32’ Majewski |

| Arbitro: | Scheuerer |

|                                  |           |                                           |
| Ellmerich 40’ (rig.) Posipal 45’ | Marcatori | 24’ Egli 31’ Loose 61’ Simmes 87’ Schüler |

| Arbitro: | Werner |

|                                   |           |                        |
| Foda 20’ Ozaki 55’ Rautiainen 75’ | Marcatori | 47’ Gorski 72’ Scheike |

| Arbitro: | Schütte |

|  |           |                        |
|  | Marcatori | 6’ Völler 84’ Reinders |

| Arbitro: | Correll |

|                 |           |                    |
| Guðmundsson 43’ | Marcatori | 31’ Worm 37’ Bruns |

| Arbitro: | Assenmacher |

|  |           |            |
|  | Marcatori | 49’ Hoeneß |

### Coppa di Germania
| Arbitro: | Horeis |

|                |           |                                         |
| Lux 76’ (rig.) | Marcatori | 29’ Falkenmayer 44’ Müller 58’ Tobollik |

## Statistiche

### Statistiche di squadra
| Competizione      | Punti | In casa | In casa | In casa | In casa | In casa | In casa | In trasferta | In trasferta | In trasferta | In trasferta | In trasferta | In trasferta | Totale | Totale | Totale | Totale | Totale | Totale | DR  |
| Competizione      | Punti | G       | V       | N       | P       | Gf      | Gs      | G            | V            | N            | P            | Gf           | Gs           | G      | V      | N      | P      | Gf     | Gs     | DR  |
| ----------------- | ----- | ------- | ------- | ------- | ------- | ------- | ------- | ------------ | ------------ | ------------ | ------------ | ------------ | ------------ | ------ | ------ | ------ | ------ | ------ | ------ | --- |
| Bundesliga        | 20    | 17      | 7       | 2       | 8       | 25      | 26      | 17           | 2            | 0            | 15           | 14           | 53           | 34     | 9      | 2      | 23     | 39     | 79     | -40 |
| Coppa di Germania | -     | 1       | 0       | 0       | 1       | 1       | 3       | 0            | 0            | 0            | 0            | 0            | 0            | 1      | 0      | 0      | 1      | 1      | 3      | -2  |
| Totale            | 20    | 18      | 7       | 2       | 9       | 26      | 29      | 17           | 2            | 0            | 15           | 14           | 53           | 35     | 9      | 2      | 24     | 40     | 82     | -42 |

### Andamento in campionato
| Giornata  | 1  | 2  | 3  | 4  | 5  | 6  | 7  | 8  | 9  | 10 | 11 | 12 | 13 | 14 | 15 | 16 | 17 | 18 | 19 | 20 | 21 | 22 | 23 | 24 | 25 | 26 | 27 | 28 | 29 | 30 | 31 | 32 | 33 | 34 |
| --------- | -- | -- | -- | -- | -- | -- | -- | -- | -- | -- | -- | -- | -- | -- | -- | -- | -- | -- | -- | -- | -- | -- | -- | -- | -- | -- | -- | -- | -- | -- | -- | -- | -- | -- |
| Luogo     | C  | T  | C  | T  | C  | T  | C  | T  | C  | T  | C  | T  | T  | C  | T  | C  | T  | T  | C  | T  | C  | T  | C  | T  | C  | T  | C  | T  | C  | C  | T  | C  | T  | C  |
| Risultato | P  | P  | P  | P  | V  | P  | V  | P  | P  | V  | V  | P  | P  | N  | P  | N  | P  | P  | V  | P  | V  | P  | V  | P  | P  | P  | P  | P  | V  | P  | P  | P  | V  | P  |
| Posizione | 16 | 18 | 18 | 18 | 18 | 18 | 17 | 18 | 18 | 18 | 15 | 16 | 18 | 18 | 18 | 18 | 18 | 18 | 18 | 18 | 17 | 18 | 17 | 17 | 17 | 17 | 17 | 18 | 18 | 18 | 18 | 18 | 18 | 18 |

Legenda:

Luogo: C = Casa; T = Trasferta. Risultato: V = Vittoria; N = Pareggio; P = Sconfitta.

### Statistiche dei giocatori
| Giocatore      | Bundesliga | Bundesliga | Bundesliga  | Bundesliga | Coppa di Germania | Coppa di Germania | Coppa di Germania | Coppa di Germania | Totale   | Totale | Totale      | Totale     |
| Giocatore      | Presenze   | Reti       | Ammonizioni | Espulsioni | Presenze          | Reti              | Ammonizioni       | Espulsioni        | Presenze | Reti   | Ammonizioni | Espulsioni |
| -------------- | ---------- | ---------- | ----------- | ---------- | ----------------- | ----------------- | ----------------- | ----------------- | -------- | ------ | ----------- | ---------- |
| M. Bergs       | 6          | 0          | 0           | 0          | 1                 | 0                 | 0                 | 0                 | 7        | 0      | 0           | 0          |
| M. Bruns       | 34         | 2          | 1           | 0          | 1                 | 0                 | 0                 | 0                 | 35       | 2      | 1           | 0          |
| H. Brügmann    | 6          | 0          | 1           | 0          | 0                 | 0                 | 0                 | 0                 | 6        | 0      | 1           | 0          |
| L. Ellmerich   | 21         | 3          | 3           | 0          | 1                 | 0                 | 0                 | 0                 | 22       | 3      | 3           | 0          |
| L. Fischer     | 0          | 0          | 0           | 0          | 0                 | 0                 | 0                 | 0                 | 0        | 0      | 0           | 0          |
| B. Franke      | 20         | 0          | 0           | 0          | 1                 | 0                 | 0                 | 0                 | 21       | 0      | 0           | 0          |
| M. Geiger      | 24         | 1          | 3           | 0          | 0                 | 0                 | 0                 | 0                 | 24       | 1      | 3           | 0          |
| B. Gorski      | 33         | 5          | 4           | 0          | 1                 | 0                 | 0                 | 0                 | 34       | 5      | 4           | 0          |
| R. Hintermaier | 28         | 1          | 8           | 0          | 0                 | 0                 | 0                 | 0                 | 28       | 1      | 8           | 0          |
| J. Hoßbach     | 3          | 0          | 0           | 0          | 0                 | 0                 | 0                 | 0                 | 3        | 0      | 0           | 0          |
| W. Josef       | 12         | 0          | 0           | 0          | 0                 | 0                 | 0                 | 0                 | 12       | 0      | 0           | 0          |
| R. Kindermann  | 23         | 2          | 2           | 0          | 0                 | 0                 | 0                 | 0                 | 23       | 2      | 2           | 0          |
| A. Kubsda      | 0          | 0          | 0           | 0          | 0                 | 0                 | 0                 | 0                 | 0        | 0      | 0           | 0          |
| D. Lindner     | 1          | 0          | 0           | 0          | 0                 | 0                 | 0                 | 0                 | 1        | 0      | 0           | 0          |
| P. Lux         | 27         | 6          | 3           | 1          | 1                 | 1                 | 0                 | 0                 | 28       | 7      | 3           | 1          |
| H. Pahl        | 29         | 2          | 6           | 1          | 1                 | 0                 | 0                 | 0                 | 30       | 2      | 6           | 1          |
| F. Plagge      | 32         | 2          | 2           | 0          | 1                 | 0                 | 0                 | 0                 | 33       | 2      | 2           | 0          |
| P. Posipal     | 21         | 1          | 3           | 0          | 1                 | 0                 | 0                 | 0                 | 22       | 1      | 3           | 0          |
| A. Pospich     | 11         | 0          | 0           | 0          | 1                 | 0                 | 0                 | 0                 | 12       | 0      | 0           | 0          |
| C. Sackewitz   | 13         | 0          | 2           | 0          | 0                 | 0                 | 0                 | 0                 | 13       | 0      | 2           | 0          |
| M. Scheike     | 23         | 1          | 4           | 0          | 1                 | 0                 | 1                 | 0                 | 24       | 1      | 5           | 0          |
| H. Scheil      | 1          | 0          | 0           | 0          | 0                 | 0                 | 0                 | 0                 | 1        | 0      | 0           | 0          |
| F. Schön       | 0          | 0          | 0           | 0          | 0                 | 0                 | 0                 | 0                 | 0        | 0      | 0           | 0          |
| M. Tripbacher  | 31         | 3          | 3           | 1          | 1                 | 0                 | 0                 | 0                 | 32       | 3      | 3           | 1          |
| R. Worm        | 34         | 10         | 1           | 0          | 1                 | 0                 | 1                 | 0                 | 35       | 10     | 2           | 0          |